# Венесуэльско-иранские отношения
Венесуэльско-иранские отношения — двусторонние дипломатические отношения между Венесуэлой и Ираном.

## История

### с 1999 по 2005 год
В 1999 года президентом Венесуэлы стал Уго Чавес установил тесные связи с правительством Ирана, в частности в области производства энергии, экономического и промышленного сотрудничества. 
В 2001 году Уго Чавес осуществил первый государственный визит в Иран в ходе которого сделал заявление, что целью визита является наладить сотрудничество для обеспечения мира, справедливости, стабильности и прогресса в XXI веке. Мохаммад Хатами занимал должность президента Ирана с 3 августа 1997 года по 3 августа 2005 года и трижды посещал Венесуэлу. В марте 2005 года Уго Чавес наградил Мохаммада Хатами Орденом Освободителя и назвал его неутомимым борцом за правое дело.
В марте 2005 года новостное агентство Би-би-си сообщило, что отношения Уго Чавеса с Ираном и поддержка Венесуэлой ядерной программы этой страны вызвали обеспокоенность у Государственного департамента США.

### с 2005 по 2006 год
3 августа 2005 года Махмуд Ахмадинежад был избран президентом Ирана. Президент Венесуэлы Уго Чавес и президент Ирана Маухмуд Ахмадинежад называли себя противниками Американского империализма . Этот факт сплотил этих лидеров и они стали налаживать союзнические отношения между странами.
В начале мая 2006 года были сообщения в СМИ, что Венесуэла заинтересована в продаже 21 своего истребителя F-16 Ирану, однако без официальных подтверждений. Также в мае 2006 года Уго Чавес высказал свое положительное мнение о развитии ядерной энергии в Иране, а также заявил, что у Тегерана нет планов по созданию ядерного оружия.
В июле 2006 года Уго Чавес совершил двухдневный визит в Иран, когда правительство этой страны столкнулось с критикой международного сообщества за продолжение ядерной программы и поддержку повстанцев Хезболлы. В июле 2006 года Уго Чавес заявил, что Венесуэла останется союзником Ирана в любое время и при любых условиях: «Мы с Ираном навсегда. Пока мы будем едины, мы сможем победить империализм, но если мы разделимся, они раздавят нас». В июле 2006 года новостное агентство Reuters сообщило, что Уго Чавес выступал в Тегеранском университете: «Если США удастся укрепить свое господство, то у человечества нет будущего. Поэтому мы должны спасти человечество и положить конец существованию США». Кроме того, Уго Чавес обрушился с критикой на Израиль и назвал Вторую ливанскую войну «фашистской и террористической».

### с 2007 по 2009 год
6 января 2007 года правительства Ирана и Венесуэлы сделали заявление, что будут использовать часть средств совместного фонда размером 2 млрд. долларов США для инвестирования в другие страны, которые со слов Уго Чавеса «пытаются освободиться от империалистического ига». 16 марта 2007 года Уго Чавес заявил в телевизионном интервью, что не согласен с мнением президента Махмуда Ахмадинежада о необходимости стереть Израиль с карты мира и не поддерживает причинение вреда какой-либо нации.
Президенты двух стран объявили «ось единства» против «империализма США» в июле 2007 года. 5 октября 2008 года министр иностранных дел Венесуэлы Николас Мадуро провёл в Тегеране встречу с Махмудом Ахмадинежадом В 2009 году во время лондонского саммита G-20 Уго Чавес и Махумуд Ахмадинежад провели официальные переговоры, которые они назвали саммитом G-2 и объявили о создании совместного Венесуэльско-иранского банка развития с уставным капиталом в 200 млн долларов США.

### с 2010 по 2012 год
В 2010 году Уго Чавес прибыл в Тегеран, где осудил угрозу военного нападения на Иран со стороны некоторых стран и добавил, что эти государства никогда не смогу победить Исламскую революцию. Уго Чавес также сказал, что в результате таких «больших угроз» возникла необходимость «создавать стратегические альянсы в политической, экономической, технологической, энергетической и социальной сферах». Президент Ирана Махмуд Ахмадинежад поддержал своего венесуэльского коллегу о стратегическом альянсе между странами и добавил, что «страны едины и полны решимости положить конец нынешней несправедливости, господствующей в мире, и заменить её новым мировым порядком, основанным на справедливости». Махмуд Ахмадинежад заявил, что Иран и Венесуэла задались целью установить новый мировой порядок, основанный на гуманности и справедливости и добавил, что единственным результатом агрессивного поведения империализма во всем мире, особенно в Латинской Америке, станет быстрый закат имперской власти. Страны также подписали соглашения в таких областях, как нефть, природный газ, текстиль, торговля и недвижимость.
В мае 2011 года президент США Барак Обама наложил санкции на государственную нефтяную компанию Венесуэлы PDVSA за отправку в Иран двух танкеров с нефтепродуктами. В сентябре 2011 года Махмуд Ахмадинежад отложил визит в Каракас из-за того, что Уго Чавес проходил лечение от раковой опухоли. Ранее страны подписали соглашения о сотрудничестве в сфере промышленного производства, энергетики, строительства и сельского хозяйства. Примерно в это же время Николас Мадуро заявил, что «империализм и его криминальные элиты
последние 10 лет ведут войну против мусульман, а сторонники Боливарианской революции во главе с президентом Уго Чавесом уважают культуру и историю мусульманских народов, а также заявляем о нашем братстве».

### с 2013 по 2014 год
После того, как 5 марта 2013 года было объявлено о смерти Уго Чавеса, исполняющим обязанности президента страны стал вице-президент Венесуэлы Николас Мадуро. На следующий день после смерти Уго Чавеса президент Ирана Махмуд Ахмадинежад публично выразил соболезнования, что было встречено критикой со стороны некоторых иранских клерикалов из-за его фразы, что Уго Чавес воскреснет в День Воскресения вместе с Иисусом Христом. Неделю спустя новостное агентство CNN сообщило, что Махмуд Ахмадинежад присутствовал на похоронах своего хорошего друга Уго Чавеса. Президент Ирана обнял скорбящую мать Уго Чавеса на похоронах в знак демонстрации сострадания и поддержки, но в Иране этот жест был негативно воспринят некоторыми СМИ и консервативными политиками, которые ссылались на религиозный запрет на прикосновение к женщине, не являющейся женой или родственницей. После похорон Махмуд Ахмадинежад подтвердил, что венесуэльско-иранские отношения останутся на высоком уровне независимо от того, кто станет следующим президентом Венесуэлы. По состоянию на 10 марта 2013 года объём товарооборота между странами составлял сумму в сотни миллионов долларов США.
14 апреля 2013 года были проведены президентские выборы в Венесуэле на которых победил Николас Мадуро с результатом 50,62 % голосов. 19 апреля 2013 года Махмуд Ахмадинежад прибыл в Каракас на инаугурацию президента Николаса Мадуро и заявив, что Венесуэла находится в начале великого пути и выполняет важную историческую миссию, а также добавил, что народ Венесуэлы должен быстро развиваться для того, чтобы создать процветающую, развитую, богатую и могущественную страну; венесуэльцы должны не опускать флаг справедливости и свободы, поднятый в Латинской Америке; отношения Ирана с Венесуэлой символизируют отношения Тегерана со всей Латинской Америкой. 15 июня 2013 года Хасан Рухани был избран президентом Ирана.
По состоянию на август 2014 года Венесуэла и Иран подписали 265 соглашений, связанных с 58 проектами в промышленной, экологической, сельскохозяйственной, коммерческой, образовательной, спортивной, жилищной, культурной, энергетической и научно-технической областях. В августе 2014 года министр иностранных дел Венесуэлы Элиас Хауа Милано посетил Тегеран, где провёл встречу с Хасаном Рухани в рамках процесса по укреплению дипломатических отношений; Иран подтвердил свою поддержку боливарианского правительства и стороны выразили взаимную поддержку Государству Палестина и отказались признавать Израиль легитимным государством. В сентябре 2014 года Николас Мадуро осуществил государственный визит в Иран.

### с 2015 по 2016 год
В январе 2015 года Николас Мадуро посетил Иран в рамках своей поездки по странам-членам ОПЕК. Президенты Венесуэлы и Ирана пришли к мнению, что падение стоимости нефти стало результатом увеличения добычи нефти в Соединённых Штатах Америки, а также происками их общих врагов, использующих цены на нефть в качестве политического давления. Хасан Рухани заявил, что Иран и Венесуэла объединят свои усилия, чтобы стабилизировать цены на нефть на разумном уровне. В Венесуэле на долю нефти приходилось более 95 % экспортной выручки страны, а цена барреля снизилась вдвое с 2014 года, что стало катастрофой для экономики
В июне 2015 года Иран и Венесуэла подписали ряд соглашений о финансировании совместных инвестиционных проектов и расширения поставок товаров. Николас Мадуро заявил, что эти шесть соглашений имеют огромное значение для экономики обеих стран. Венесуэла и Иран договорились совместно финансировать исследовательскую программу в области нанотехнологий, а также добавил, что Иран поставит необходимые для венесуэльского народа лекарства и хирургическое оборудование. Министр промышленности, шахт и торговли Ирана заявил, что предварительное соглашение подлежит рассмотрению министерством финансов Ирана.
23 ноября 2015 года президент Венесуэлы Николас Мадуро встретился с президентом Ирана Хасаном Рухани в Саадабадском дворце. В ходе встречи президенты объявили, что они по-прежнему считаются союзниками.
В январе 2016 года Николас Мадуро и Хасан Рухани провели телефонные переговоры, во время которых президент Венесуэлы попросил своего иранского коллегу содействовать принятию мер по восстановлению высоких цен на нефть на мировом рынке и призвал к встрече стран-членов ОПЕК для решения этого вопроса, а также поздравил Хасана Рухани с недавней отменой санкций.

### с 2016 по настоящее время
В январе 2019 года представитель МИД Ирана Бахрам Гасеми заявил, что Иран поддерживает президента Николаса Мадуро в сложившемся политическом кризисе в Венесуэле.

## Экономическое сотрудничество
С конца 2008 года благодаря сотрудничеству между странами стало возможно открытие иранского завода[где?] по производству боеприпасов, автосборочного завода, цементного завода и даже прямого воздушного сообщения между Тегераном, Дамаском и Каракасом. 
Товарооборот между Ираном и Венесуэлой неуклонно рос, страны создали совместные предприятия в ряде секторов, включая энергетику, сельское хозяйство, жилищное строительство и инфраструктуру. Стоимость промышленных объектов иранских компаний в Венесуэле составляет около 4 млрд. долларов США. Объём товарооборота между странами вырос с менее чем 189 тыс. долларов США в 2001 году до почти 57 миллионов долл. к концу 2008 года.
В 2007 году авиакомпания Iran Air в сотрудничестве с Conviasa запустила рейс Тегеран — Каракас через Дамаск. В 2010 году данный авиарейс был ликвидирован.
10 марта 2013 года газета The Times of Israel сообщила, что ежегодный объём двусторонней торговли между Венесуэлой и Ираном оценивается в сотни миллионов долларов США.
В начале 2020-х Иран проводит в Венесуэле капитальный ремонт нефтеперерабатывающего завода (НПЗ) Парагуана.

## Научное сотрудничество
В 2016 году министр науки, исследований и технологий Мохаммад Мехди Захеди возглавил иранскую делегацию в Каракас для проведения переговоров с высокопоставленными должностными лицами и контроля за выполнением соглашений, которые был подписали между странами в 2006 году. Кроме того, были созданы два технических комитета и комитет по образованию, для осуществления соглашений между Ираном и Венесуэлой. Иранская делегация посетила Венесуэльский фонд сейсмологических исследований, Центральный университет Каракаса, Университет имени Симона Боливара и Венесуэльский институт научных исследований. 
Помимо военно-политической сферы страны также обязались сотрудничать в создании новой университетской программы в Боливарианском университете с акцентом на преподавание социалистических принципов и социализма XXI века. Правительство Венесуэлы заявило, что существуют планы по созданию Университета цивилизаций в соответствии с соглашением с Ираном.

## Реакция США
В 2006 году иранские СМИ опубликовали несколько статей с предположением, что Венесуэла заинтересована в продаже 21 истребителя F-16 Ирану. Слухи подтвердились, когда советник Уго Чавеса заявил Ассошиэйтед Пресс, что министерство обороны Венесуэлы рассматривает возможность продажи части своего авиапарка американских истребителей F-16 другой стране, возможно Ирану, в ответ на запрет США на продажу оружия Венесуэле. В ответ официальный представитель Госдепартамента США Шон Маккормак предупредил Венесуэлу и заявил, что без письменного согласия Соединённых Штатов Америки Венесуэла не имеет права продать F-16 третьей стране.
В начале 2012 года Конгресс США начал выражать растущую обеспокоенность интересами Ирана в Латинской Америке, особенно его отношениями с Венесуэлой. 18 января 2012 года представитель от Южной Каролины Джефф Дункан представил Закон о противодействии Ирану в Западном полушарии. Законопроект призвал Соединенные Штаты использовать все возможности для противодействия растущему присутствию Ирана и враждебной деятельности в Западном полушарии. Затем, 2 февраля 2012 года, представитель от Флориды Илеана Рос-Лехтинен созвала слушания Комитета по иностранным делам о деятельности Ирана в Западном полушарии. 7 марта 2012 года законопроект Джеффа Дункана, касающийся деятельности иранского правительства в Западном полушарии, был принят Комитетом по иностранным делам палаты при решительной двухпартийной поддержке.
После слушаний был издан ряд независимых отчетов и документов в которых признавалась угроза, исходящая от иранской деятельности в Западном полушарии. В марте 2012 года было проведено крупное исследование Центра стратегических и международных исследований, касающееся деструктивной роли Ирана по отношению к США. Однако было также высказано предположение, что фанатичная политика Ирана способствовала пробуждению интереса республиканцев к этой теме.
Закон о противодействии Ирану в Западном полушарии поступил на рассмотрении Палаты представителей. В случае принятия закона от государственной секретаря США потребуется представить Конгрессу стратегию для решения проблемы растущего присутствия Ирана в Западном полушарии и его деятельности в течение 180 дней после принятия.

## Дипломатические представительства
- Венесуэла имеет посольство в Тегеране[51].
- У Ирана имеется посольство в Каракасе[52].